# 格干沟牧场
格干沟牧场，是中华人民共和国新疆维吾尔自治区伊犁哈萨克自治州霍尔果斯市下辖的一个乡镇级行政单位。

## 行政区划
格干沟牧场下辖以下地区：
库鲁斯村、开干沟村、卡拉维村和牧场村。